# 16043 Yichenzhang
16043 Yichenzhang è un asteroide della fascia principale. Scoperto nel 1999, presenta un'orbita caratterizzata da un semiasse maggiore pari a 2,2659189 UA e da un'eccentricità di 0,1011927, inclinata di 6,59738° rispetto all'eclittica.